# نور (استان آمور)
نور (روسی: Невер) یک شهرک در استان آمور کشور روسیه است.